# Liste des films soviétiques sortis en 1975
Cet article présente une liste de films produits en Union soviétique et sortis en 1975.

## 1975
Les titres en français sont en grande majorité des traductions automatiques et non les titres attribués par les distributeurs dans les pays francophones.
Pour le classement annuel, la liste des titres a été établie en se basant sur les répertoires des pages Wikipédia en russe complétées par les listes des sites «kino-teatr» et «kinopoisk» d'où le nombre important de films que l'on trouve dans les références.
Pour les titres où l'on manque de précisions, seule l'année est indiquée : année de réalisation, année de sortie ou les deux ?. Bien que cela puisse paraître superflu, 1975 est inscrit pour chacun de ces titres pour montrer que la vérification a été faite.
On remarque que, la plupart du temps, il n'y a pas de première pour les courts métrages ainsi que pour les dessins animés et les documentaires de courte durée.
| Titre | Titre original | Date de sortie                                                       | Réalisateur |
| --- | --- | -------------------------------------------------------------------- | --- |
| Accident | ru:Авария (фильм, 1974) | 4 septembre 1975 à la télévision                                     | Vytautas Žalakevičius |
| Adieu les Pharaons! | ru:Прощайте, фараоны! | 13 janvier 1975                                                      | David Tcherkasski et Viatcheslav Hryhorovytch Vynnyk (uk) |
| L'Admirateur film à sketchs avec L'Admirateur et Vacances gâchées | ru:Поклонник (киноальманах) (Поклонник, Испорченный праздник) | 26 mai 1975 à Moscou                                                 | Albert Iossifovitch Khatchatourov (ru) et Ali Khamraev |
| L'Aéronaute | ru:Воздухоплаватель (фильм) | 6 octobre 1975                                                       | Natalia Vladimirovna Trochtchenko (ru) et Anatoli Timofeïevitch Vekhotko (ru) |
| L'affaire est dans le chapeau | ru:Дело в шляпе (мультфильм) | 1975                                                                 | Vladimir Anatolievitch Samsonov (ru) |
| Afonia | ru:Афоня | 13 octobre 1975                                                      | Gueorgui Danielia |
| À la Mer Noire | ru:У самого Чёрного моря | 1975                                                                 | Aleksandr Vsevolodovitch Kouznetsov (ru) |
| À l'ombre des arbres indigènes film à sketchs avec Une source au bord de la route, Le Chien, Une ferme dans les montagnes | ru:В тени родных деревьев (киноальманах) (фильм, 1974) (Родник у дороги, Собака, Ферма в горах) | 1975 à Moscou                                                        | réalisés respectivement par Temour Mikhaïlovitch Palavandichvili (ru), Leïla Konstantinovna Gordeladze (ru) et Liana Tarassovna Eliava (ru) |
| L'Ami fidèle de Santcho | ru:Верный друг Санчо | 25 aout 1975 à Moscou                                                | Ianis Ianovitch Streïtch |
| L'Amour terrestre | ru:Любовь земная | 21 juillet 1975                                                      | Ievgueni Matveïev |
| Anna et le commandant | ru:Анна и Командор | 28 novembre 1975                                                     | Evgueni Minovitch Khriniouk (ru) |
| L'Appel | ru:Призвание (фильм, 1975) | 1975                                                                 | Avgoust Avgoustovitch Baltrouchaïtis (ru) |
| L'Arc-en-ciel | ru:Радуга (мультфильм) | 1975                                                                 | Vladimir Popov |
| Arkadi Raïkine | ru:Аркадий Райкин (фильм, 1975) | 1975                                                                 | Marina Evseïevna Goldovskaïa (ru) |
| Ar-khi-me-dy (Les Archimèdes) | ru:Ар-хи-ме-ды! | 8 juillet 1975 aux USA                                               | Aleksandr Ilitch Pavlovski (ru) |
| Arman | ru:Арман (фильм) | 1975                                                                 | Dooronbek Sadyrbaïev |
| As-tu appelé un médecin ? | ru:Врача вызывали? | 10 février 1975                                                      | Vadim Dmitrievitch Gaouzner (ru) |
| Attaque contre la police secrète | ru:Нападение на тайную полицию | 4 juin 1975 à Riga                                                   | Oļģerts Dunkers |
| Atteindre le ciel | ru:Достать до неба | 1975                                                                 | Garri Bardine |
| Les Aubes de Iourkine | ru:Юркины рассветы | 11 mars 1975                                                         | Nikolaï Serafimovitch Ilinski (ru) |
| Au milieu de l'été | ru:Среди лета | 8 octobre 1975                                                       | Vassili Vassilievitch Iliachenko (ru) |
| Au pays des pièges | ru:В стране ловушек | 1975 à la télévision                                                 | Kirill Gueorguievitch Maliantovitch (ru) |
| Automobile, violon et le chien Kliaksa | ru:Автомобиль, скрипка и собака Клякса | 1er janvier 1975                                                     | Rolan Bykov |
| Aventures dans une ville qui n'existe pas | ru:Приключения в городе, которого нет | 4 janvier 1975 à la télévision                                       | Leonid Netchaïev |
| Les Aventures du chat Léopold, série de onze épisodes (1975: La Revanche de Léopold le chat et Léopold et le poisson rouge. 1981 : Le Trésor de Léopold le chat et La Télé de Léopold le chat. 1982 : La Promenade de Léopold le chat et L'Anniversaire de Léopold. 1983 : L'Été de Léopold le chat. 1984 : Entretien avec Léopold le chat et Léopold le chat dans les rêves et dans la réalité. 1986 : La Clinique du chat Léopold. 1987 : La Voiture de Léopold le chat | ru:Приключения кота Леопольда (1975 : Месть кота Леопольда и Леопольд и золотая рыбка.1981 : Клад кота Леопольда и Телевизор кота Леопольда.1982 : Прогулка кота Леопольда и День рождения Леопольда.1983 : Лето кота Леопольда.1984 : Интервью с котом Леопольдом и Кот Леопольд во сне и наяву. 1986 : Поликлиника кота Леопольда. 1987 : Автомобиль кота Леопольда | 1975-1987                                                            | Anatoli Izraïlevitch Reznikov (ru) |
| Les Aventures du Nouvel An de Macha et Viti | ru:Новогодние приключения Маши и Вити | 25 décembre 1975                                                     | Guennadi Kazanski et Igor Vladimirovitch Oussov (ru) |
| Aventures terrestres et célestes | ru:Земные и небесные приключения | 25 mars 1975                                                         | Igor Aleksandrovitch Vetrov (ru) |
| Averse | ru:Ливень (фильм, 1974) | 27 octobre 1975                                                      | Boris Vladimirovitch Iachine (ru) |
| Le Bachlyk blanc | ru:Белый башлык | 15 septembre 1975 en URSS                                            | Vladimir Saveliev |
| La Balançoire | ru:Качели (1970) | 8 janvier 1975                                                       | Rostislav Arkadievitch Goriaïev (ru) |
| La Ballade de la crinière blanche | ru:Баллада о белогривой (1975) | 1975                                                                 | Tachkhodja Akramovitch Akramov |
| Le Bénéfice de Larissa Goloubkina | ru:Бенефис Ларисы Голубкиной | 21 octobre 1975 à la télévision                                      | Evgueni Aleksandrovitch Guinzbourg (ru) |
| Le Blocus | ru:Блокада (киноэпопея) | 17 février 1975 (épisodes 1 et 2) et 24 avril 1978 (épisodes 3 et 4) | Mikhaïl Ivanovitch Ierchov (ru) |
| Bonjour bonhomme | ru:Здравствуй, добрый человек! | 8 décembre 1975 à Moscou                                             | Khabib Abidovitch Faïziev |
| Bonjour, je suis ta tante | ru:Здравствуйте, я ваша тётя! | 26 décembre 1975 à la télévision                                     | Viktor Titov |
| Les Bouleversements du printemps | ru:Весенние перевёртыши (фильм) | 15 décembre 1975                                                     | Grigori Aronov |
| Capitaine Nemo (film) | ru:Капитан Немо (фильм) | 25 janvier 1975                                                      | Vassili Nikolaïevitch Levine (ru) |
| Capitaines | ru:Капитаны (фильм, 1974) | 22 octobre 1975                                                      | Tamaz Konstantinovitch Gomelaouri (ru) |
| Le Cavalier de la foudre | ru:Всадник с молнией в руке | 31 aout 1975                                                         | Khassan Issoufovitch Khajkassimov |
| Ce n'est pas encore le soir | ru:Ещё не вечер (фильм, 1974) | 21 avril 1975                                                        | Nikolaï Vassilievitch Rozantsev (ru) |
| Cent Jours après l'enfance | ru:Сто дней после детства | 1er décembre 1975                                                    | Sergueï Soloviov |
| Le Cercle blanc | ru:Белый круг | 21 mai 1975                                                          | Iouri Semionovitch Lyssenko (ru) |
| C'est à quel point il est distrait | ru:Вот какой рассеянный (мультфильм) | 1975 à la télévision                                                 | Marianna Guertselevna Novogroudskaïa (ru) |
| C'est impossible ! | ru:Не может быть! | 23 octobre 1975                                                      | Leonid Gaïdaï |
| Cet été lointain | ru:В то далёкое лето… | 25 mars 1975                                                         | Nikolaï Ivanovitch Lebedev (ru) |
| La chanson est toujours avec nous | ru:Песня всегда с нами | 12 décembre 1975                                                     | Viktor Gavrilovitch Storojenko (ru) |
| Chanson inoubliable | ru:Незабытая песня (фильм, 1973) | 28 juillet 1975 en URSS                                              | Ravil Ismaïlovitch Batyrov (ru) |
| Chasseur de braconniers | ru:Охотник за браконьерами | 1975                                                                 | Maria Pavlovna Mouat (ru) |
| Chat et souris | ru:Кошки-мышки (мультфильм) | 1975                                                                 | Gueorgui Davydovitch Sinelnikov |
| Cher Garçon | ru:Дорогой мальчик (фильм) | 24 novembre 1975                                                     | Aleksandr Borissovitch Stefanovitch (ru) |
| Les Chevaliers errants | ru:Странствующие рыцари (фильм, 1975) | aout 1975 à Tbilissi                                                 | Temour Mikhaïlovitch Palavandichvili (ru) |
| Cheval stupide | ru:Глупая лошадь | 1975                                                                 | Galina Sergueïevna Barinova (ru) |
| Le ciel est avec moi | ru:Небо со мной | 17 février 1975                                                      | Valeri Iakovlevitch Lonskoï (ru) |
| Cinq sur la piste | ru:Пятеро на тропе | 1975 en URSS                                                         | Moukadas Makhmoudov (ru) |
| La Cité d'Émeraude (cf. Le Magicien de la Cité d'Émeraude) | ru:Изумрудный город | entre le 2 et le 11 janvier 1975                                     | Ioulian Abramovitch Kalicher (ru) et Iouri Andreïevitch Trofimov (ru) |
| Les Clés de la ville | ru:Ключи от города | 2 juin 1975                                                          | Imants Krenbergs (lv) |
| La Cloche (film, 1974) | ru:Бубенчик (фильм, 1974) | janvier 1975 à la télévision à Vilnius                               | Guitis Romoualdo Loukchas (ru) |
| Clôture de la saison | ru:Закрытие сезона (фильм, 1974) | 7 mars 1975                                                          | Igor Vladimirovitch Chatrov (ru) |
| Comment Khachim était grand | ru:Как Хашим был большим | 1975                                                                 | Iouri Stepanovitch Steptchouk (ru) |
| Comment le hérisson et l'ourson ont célébré la Nouvel An | ru:Как Ёжик и Медвежонок встречали Новый год | 1975                                                                 | Alla Alekseïevna Gratchiova (ru) |
| Comment les oursons ont nourri les baleines | ru:Как медвежата китов кормили | 1975                                                                 | Robert Archavirovitch Saakiants (ru) |
| Compatriotes | ru:Земляки (фильм, 1974) | 14 juillet 1975                                                      | Valentine Nikolaïevitch Vinogradov (ru) |
| La Confiance | ru:Доверие (фильм, 1975) | 20 aout 1975 à Helsinki                                              | Edvin Laine et Viktor Tregoubovitch |
| Contrebande | ru:Контрабанда (фильм, 1974) | 26 mai 1975                                                          | Stanislav Govoroukhine |
| Contre le destin | ru:Наперекор судьбе (фильм) | 1975                                                                 | Eriks Karlovitch Latsis |
| Coup de foudre | ru:Любовь с первого взгляда (фильм, 1975) | 1er décembre 1975                                                    | Rezo Parmenovitch Essadze (ru) |
| La Danse de l'aigle | ru:Танец орла (фильм, 1975) | 9 février 1975                                                       | Viktor Nikolaïevitch Jivoloub (ru) |
| Dans le port | ru:В порту (мультфильм) | 1975                                                                 | Inessa Alekseïevna Kovalevskaïa (ru) |
| De l'aube au crépuscule | ru:От зари до зари | 9 décembre 1975                                                      | Gavriil Eguiazarov |
| Dépassez-vous | ru:Преодолей себя (фильм, 1975) | 1975                                                                 | Guias Taïrovitch Chermoukhamedov (ru) |
| La Dernière Rencontre | ru:Последняя встреча | 2 janvier 1975                                                       | Boris Alekseïevitch Bouneïev (ru) |
| Le Dernier Été de l'enfance | ru:Последнее лето детства | 7 novembre 1975 à la télévision                                      | Valeri Roubintchik |
| Le Dernier Jour de l'hiver | ru:Последний день зимы | 24 mars 1975                                                         | Vladimir Nikolaïevitch Grigoriev (ru) |
| Dersou Ouzala | ru:Дерсу Узала (фильм, 1975) | 2 aout 1975 à Tokyo                                                  | Akira Kurosawa |
| Des diamants pour la dictature du prolétariat | ru:Бриллианты для диктатуры пролетариата (фильм) | 3 novembre 1975                                                      | Grigori Kromanov |
| Des loups si mignons | ru:Такие симпатичные волки (фильм, 1975) | 1975                                                                 | Rostislav Aleksandrovitch Sinko (ru) |
| Dresseurs d'animaux série de films avec Évasion (1976), Les aventures de l'ourson (1975), Le Retour (1976), Courses de chevaux (1976), Dans la forêt (1977), Nouvelle attraction (1979) et Bravo, Solnychko (1979) | ru:Дрессировщики (киноальманах,1975-1979) (Побег, Приключения медвежонка, Возвращение, Скачки, В лесу, Новый аттракцион и Браво, Солнышко) | 1975-1979                                                            | Aleksandr Lioudvigovitch Belenki (1er, 2e et 3e), Nana Gueorguievna Kldiachvili (4e) et Aleksandr Sergueïevitch Mironov (5e, 6e et 7e) |
| Échapper aux ténèbres | ru:Побег из тьмы | 17 mars 1975 à Moscou                                                | Yoʻldosh Aʼzamov |
| Ellie au pays magique (cf. Le Magicien de la Cité d'Émeraude) | ru:Элли в Волшебной стране | entre le 2 et le 11 janvier 1975                                     | Kirill Gueorguievitch Maliantovitch (ru) |
| Ellie rencontre des amis (cf. Le Magicien de la Cité d'Émeraude) | ru:Элли встречается с друзьями | entre le 2 et le 11 janvier 1975                                     | (Ioulian Abramovitch Kalicher (ru) et Iouri Andreïevitch Trofimov (ru)) |
| En attendant un miracle | ru:В ожидании чуда (фильм, 1975) | 1er janvier 1975                                                     | Slobodan Dragomirovitch Kossovalitch |
| En avant, Maestro! | ru:Шире шаг, маэстро! | 1975                                                                 | Karen Chakhnazarov |
| L'enquête est menée par Zna ToKi. Une contre-attaque | ru:Следствие ведут ЗнаТоКи. Ответный удар | 26 aout 1975 à la télévision                                         | Iouri Petrovitch Krotenko (ru) |
| Entre la nuit et le jour | ru:Между ночью и днём | 8 mai 1975 à Berlin                                                  | Horst E. Brandt (de) |
| Est-il facile d'être courageux? | ru:Легко ли быть храбрым | 1975                                                                 | Anatoli Alekseïevitch Aliachev (ru) |
| Eté à Jouravlinoe | ru:Лето в Журавлином (фильм, 1974) | 14 juin 1975 à la télévision                                         | Viktor Gavrilovitch Storojenko (ru) |
| Et maman me pardonnera | ru:И мама меня простит | 1975                                                                 | Anatoli Alekseïevitch Petrov (ru) |
| L'Étoile d'un merveilleux bonheur | ru:Звезда пленительного счастья | 10 novembre 1975                                                     | Vladimir Motyl |
| Étranges adultes | ru:Странные взрослые | 26 juillet 1975 à la télévision                                      | Aïan Gassanovna Chakhmalieva (ru) |
| Évasion à l'aube | ru:Побег на рассвете (фильм, 1975) | 1er décembre 1975                                                    | Semion Vissarionovitch Dolidze (ru) |
| Évasion du palais | ru:Побег из дворца | 6 juin 1975                                                          | Nikolaï Leonidovitch Maletski (ru)et Vladimir Mikhaïlovitch Popkov (ru) |
| L'Expédition disparue | ru:Пропавшая экспедиция | 29 décembre 1975                                                     | Veniamine Dorman |
| La Falaise (film, 1973) | ru:Утёс (фильм, 1973) | 21 avril 1975                                                        | Vardan Ajemian |
| La Famille Ivanov | ru:Семья Ивановых | 13 octobre 1975                                                      | Alekseï Saltykov |
| Fantik. Un conte primitif | ru:Фантик. Первобытная сказка | 1975                                                                 | Iefim Gambourg |
| Finist - Vaillant Faucon | ru:Финист — Ясный сокол | 30 décembre 1975                                                     | Alexandre Rou et Guennadi Leonidovitch Vassiliev (ru) |
| Firanguiz | ru:Фирангиз | 20 octobre 1975                                                      | Enver Abbas ogly Abloutch (ru) et Abdoulakhad Elissa ogly Makhmoudov (ru) |
| Flamme | ru:Пламя (фильм, 1974) | 28 avril 1975                                                        | Vitali Pavlovitch Tchetverikov (ru) |
| Frère | ru:Братушка (фильм) | 11 décembre 1975                                                     | Igor Mikhaïlovitch Dobrolioubov (ru) |
| La frontière passe ici | ru:Здесь проходит граница | 27 mai 1975                                                          | Edouard Iossifovitch Khatchatourov (hy) et Iouri Stepanovitch Steptchouk (ru) |
| Front sans flancs | ru:Фронт без флангов | 21 avril 1975                                                        | Igor Aronovitch Gostev (ru) |
| La Fuite de monsieur McKinley | ru:Бегство мистера Мак-Кинли (фильм) | 8 décembre 1975                                                      | Mikhaïl Chveïtser |
| Le Garçon et l'élan | ru:Мальчик и лось | 27 juin 1975                                                         | Inna Toumanian |
| Garde ton étoile | ru:Храни свою звезду | 15 décembre 1975                                                     | Charip Issaouletovitch Beïssembaïev (ru) |
| La Gorge des contes de fées perdus | ru:Ущелье покинутых сказок (фильм, 1974) | 13 janvier 1975 à Moscou                                             | Edmond Keossaïan |
| Le Goût du halva | ru:Вкус халвы | 30 aout 1975 en URSS                                                 | Pavel Oganezovitch Arsenov (ru) |
| La Grande Attraction | ru:Большой аттракцион | 3 février 1975                                                       | Viktor Mikhaïlovitch Gueorguiev (ru) |
| La Grande Confrontation | ru:Великое противостояние (фильм, 1974) | 1975 à la télévision                                                 | Iouri Nikolaïevitch Doubrovine (ru) |
| Le Grand Jour | ru:Главный день | 11 aout 1975                                                         | Iskander Khamrayev |
| Le Grand Voyage spatial | ru:Большое космическое путешествие | 5 novembre 1975                                                      | Valentine Ivanovitch Selivanov (ru) |
| La Grotte mystérieuse (cf. Le Magicien de la Cité d'Émeraude) | ru:Загадочная пещера | entre le 2 et le 11 janvier 1975                                     | Ioulian Abramovitch Kalicher (ru) |
| Gueorgui Sedov | ru:Георгий Седов (фильм) | 17 novembre 1975                                                     | Boris Grigoriev |
| Hard Rock | ru:Твёрдая порода (фильм) | 21 novembre 1975 à la télévision à Erevan                            | Guenrikh Roubenovitch Markarian (ru) et Albert Mkrtchyan |
| Hé, les cowboys! | ru:Эй вы, ковбои! (фильм, 1974) | 12 mai 1975 à Moscou                                                 | Abdoulla Karsakbaïev (ru) |
| Le Hérisson dans le brouillard | ru:Ёжик в тумане | 23 octobre 1975                                                      | Iouri Norstein |
| L'Héritage du sorcier Bakhram | ru:Наследство волшебника Бахрама | 1975                                                                 | Roman Katchanov |
| Hippopotame | ru:Бегемотик (мультфильм) | 1975                                                                 | Edouard Nazarov |
| L'Histoire d'une femme | ru:Повесть о женщине | 3 mars 1975                                                          | Vladimir Terentievitch Denissenko (ru) |
| Histoires sur Kechka et ses amis | ru:Рассказы о Кешке и его друзьях | 8 janvier 1975                                                       | Radomir Borissovitch Vassilevski (ru) |
| L'Homme chanceux et malchanceux | ru:Счастливый невезучий человек | 3 février 1975 à Moscou et à Vilnius                                 | Algirdas Araminas (lt) |
| Ici, à la croisée des chemins | ru:Здесь, на этом перекрестке (фильм, 1974) | 19 novembre 1975                                                     | Karen Sarkissovitch Guevorkian (ru) |
| Il deviendra tout | ru:Тот станет всем (фильм, 1975) | 1975                                                                 | Takhir Moukhtarovitch Sabirov (ru) |
| Îles inconnues | ru:Неоткрытые острова (фильм,1974) | 1975 à la télévision                                                 | Leonid Vladimirovitch Martyniouk (ru) |
| Il était une fois | ru:Одиножды один | 18 aout 1975                                                         | Guennadi Poloka |
| Ilia Mouromets. Prologue | ru:Илья Муромец. Пролог | 1975                                                                 | Ivan Semionovitch Aksentchouk (ru) |
| Ils ont combattu pour la patrie | ru:Они сражались за Родину (фильм) | 12 mai 1975                                                          | Sergueï Bondartchouk |
| Image. Vania conduisait | ru:Картина. Ехал Ваня | 1975                                                                 | Faïna Gueorguievna Epifanova (ru) |
| Ils seront heureux | ru:Они будут счастливы (фильм, 1974) | Moscou                                                               | Omari Mikhaïlovitch Gvassaline (ru) |
| Invités indésirables film à sketchs avec Tchiriki et Tchikotela et Invités indésirables | ru:Незваные гости (киноальманах, 1975) (Чирики и Чикотела, Незваные гости) | 1er mars 1975 à Tbilissi                                             | Levan Iossifovitch Khotivari (ru), Bouba Khotivari pour le 1er et Valerian Ivlianovitch Kvatchadze (ru) pour le 2e |
| Ivan de Marie | ru:Иван да Марья (фильм) | 28 juillet 1975                                                      | Boris Rytsarev |
| J'ai un lion | ru:У меня есть лев | 1975                                                                 | Konstantine Leonidovitch Bromberg (ru) |
| Je cherche mon destin | ru:Ищу мою судьбу | 8 septembre 1975                                                     | Aïda Ivanovna Manassarova (ru) |
| Les Jeunes dans l'Univers | ru:Отроки во Вселенной | 25 mars 1975 en URSS                                                 | Ritchard Viktorov |
| Journal du directeur d'école | ru:Дневник директора школы | 20 octobre 1975                                                      | Boris Froumine |
| Journée de réception pour affaires personnelles | ru:День приёма по личным вопросам | 30 juin 1975                                                         | Solomon Abramovitch Chouster (ru) |
| Komarov (film, 1975) | ru:Комаров (мультфильм) | 1975                                                                 | Leonid Viktorovitch Nossyre (ru) |
| Là-bas, de l'autre côté de la rivière | ru:Там вдали, за рекой (фильм) | 9 novembre 1975                                                      | Mykhaïlo Illienko |
| Leopold et le poisson rouge | ru:Леопольд и золотая рыбка | 1975                                                                 | Anatoli Izraïlevitch Reznikov (ru) |
| Le Livre des renards | ru:Лисья книга | 1975                                                                 | Robert Archavirovitch Saakiants (ru) |
| La Longueur du jour | ru:Долгота дня (фильм, 1974) | 1975 en URSS                                                         | Valeri Gueorguievitch Gajiou (ru) |
| Le Loup et les sept chevreaux d'une nouvelle façon | ru:Волк и семеро козлят на новый лад | 1975 à la télévision                                                 | Leonid Varsanofievitch Aristov (ru) |
| Le Magicien de la Cité d'Émeraude série de dix films : Ellie au pays magique, La Route de briques jaunes, La Cité d'Émeraude, Le Royaume de Bastinda, La Révélation du grand et du terrible, Le Secret de la sorcière Guinguema, Le Navire du vieux marin, Soldats-Jardiniers, La Grotte mystérieuse et Ellie rencontre des amis | ru:Волшебник Изумрудного города (мультфильм) (Элли в Волшебной стране, Дорога из желтого кирпича, Изумрудный город, Королевство Бастинды, Разоблачение Великого и Ужасного, Тайна колдуньи Гингемы, Корабль старого моряка, Солдаты-садоводы, Загадочная пещера, Элли встречается с друзьями                                                                          | entre le 2 et le 11 janvier 1975                                     | Leonid Varsanofievitch Aristov (ru), Aleksandr Akimovitch Bogolioubov (ru), Ioulian Abramovitch Kalicher (ru), Iouri Serafimovitch Klepatski (ru), Kirill Gueorguievitch Maliantovitch (ru), (Karlo Samsonovitch Soulakaouri (ru)) et Iouri Andreïevitch Trofimov (ru)) |
| Mains | ru:Руки (мультфильм) | 1975                                                                 | Merab Grigorievitch Saralidze (ru) |
| La Maîtresse de la Montagne de Cuivre | ru:Медной горы хозяйка (мультфильм) | 28 mai 1975                                                          | Oleg Pavlovitch Nikolaïevski (ru) |
| La Mariée du Nord | ru:Невеста с севера | 19 novembre 1975 à la télévision à Moscou                            | Nerses Guedeonovitch Oganessian (ru) |
| Mémoire | ru:Память (фильм,1975) | 1975                                                                 | Grigori Gueorguievitch Nikouline (ru) |
| Mère de l'homme | ru:Матерь человеческая | 1er juin 1975                                                        | Leonid Evguenievitch Golovnia (ru) |
| Mères et Filles | ru:Дочки-матери (фильм) | 27 mars 1975                                                         | Sergueï Guerassimov |
| La Meute des loups | ru:Волчья стая (фильм, 1975) | 24 novembre 1975                                                     | Boris Mikhaïlovitch Stepanov (ru) |
| Michouk | ru:Мишук (фильм, 1975) | 2 juillet 1975                                                       | Soulev Nymmik (ru) |
| La Minute de vérité (En août 44...) | ru:Момент истины (В августе 44-го…) | 1975                                                                 | Vytautas Žalakevičius |
| Le Miroir | ru:Зеркало (фильм, 1974) | 7 mars 1975                                                          | Andreï Tarkovski |
| Mouk, le marcheur rapide | ru:Мук-скороход | 1975 à la télévision                                                 | Natan Oziassovitch Lerner (ru) |
| N'abandonnez pas la reine | ru:Не отдавай королеву ( | 1975                                                                 | Oleg Evguenievitch Lentsious (ru) |
| Nassimi | ru:Насими (фильм) | 14 juillet 1975 à Moscou                                             | Hasan Seyidbeyli |
| Le Navire du vieux marin (cf. Le Magicien de la Cité d'Émeraude) | ru:Корабль старого моряка | entre le 2 et le 11 janvier 1975                                     | Karlo Samsonovitch Soulakaouri (ru) |
| Ne croyez pas que je suis parti | ru:Не верь, что меня больше нет | 27 novembre 1975 à Tbilissi                                          | Karaman Gueorguievitch Mgueladze (ru) |
| Oh et Ah | ru:Ох и Ах | 1975                                                                 | Iouri Aleksandrovitch Prytkov (ru) |
| L'Oiseau de bronze | ru:Бронзовая птица (фильм) | 2 janvier 1975 à la télévision                                       | Nikolaï Artemievitch Kalinine (ru) |
| Olga Sergueïevna | ru:Ольга Сергеевна | 13 octobre 1975 à la télévision                                      | Alexandre Prochkine |
| Oncle Fiodor, le chien et la chat | ru:Дядя Фёдор, пёс и кот (мультфильм) | 1975-1976                                                            | Iouri Serafimovitch Klepatski (ru) et Lidia Viktorovna Sourikova (ru) |
| Option « Oméga » | ru:Вариант «Омега» | 15 septembre 1975 à la télévision                                    | Antonis-Ianis Voiazos (ru) |
| Où vont les contes de fées ? | ru:Куда уходят сказки | janvier 1975 à Vilnius                                               | Alguirdas Kaziovitch Daoussa |
| Pages de vie film à sketchs avec Pages de vie, Rivaux, Premier amour d'enfance et Un conte d'un conte | ru:Страницы жизни (фильм, 1974) (Страницы жизни, Соперники, Первая любовь Балададаша, et Урок пения) | 21 juillet 1975 à Moscou                                             | réalisés respectivement par Hasan Seyidbeyli, Teïmour Bekir Ogly Bekir-zade, Fikret Bala Aga Ogly Aliev et Guioulbaniz Ioussifovna Azimzade |
| La Parabole des marguerites | ru:Притча о ромашках | 1975                                                                 | Anatoli Alekseïevitch Aliachev (ru) |
| Parce que je t'aime | ru:Потому что люблю | 7 avril 1975                                                         | Igor Mikhaïlovitch Dobrolioubov (ru) |
| Passons à l'amour | ru:Переходим к любви | 23 aout 1975                                                         | Oleg Borissovitch Fialko (ru) et Alekseï Aleksandrovitch Michourine (ru) |
| La Patrouille bleue | ru:Голубой патруль (фильм) | 25 janvier 1975 à la télévision                                      | Taïmouraz Aleksandrovitch Zoloïev (ru) |
| Le Petit Cheval bossu (film de 1947 restauré et remanié) | ru:Конёк-Горбунок (мультфильм) | 1975                                                                 | Alexandra Snejko-Blotskaïa, Viktor Alekseïevitch Gromov (ru) et Ivan Ivanov-Vano |
| Pieds nus et ses amis | ru:Босоножка и её друзья | 28 septembre 1975                                                    | Leonid Markovitch Kochtchenikov (ru) |
| Pissenlit | ru:Одуванчик (мультфильм) | 1975                                                                 | Iouri Serafimovitch Klepatski (ru) |
| Le pivert n'a pas mal à la tête | ru:Не болит голова у дятла | 5 novembre 1975                                                      | Dinara Assanova |
| Poignée de porte | ru:Квака-задавака | 1975                                                                 | Vassili Golikov |
| La Poule noire | ru:Чёрная курица (мультфильм) | 1975                                                                 | Iouri Andreïevitch Trofimov (ru) |
| Pour le reste de ma vie | ru:На всю оставшуюся жизнь… | 15 juin 1975 à la télévision                                         | Piotr Fomenko |
| La Première Hirondelle | ru:Первая ласточка (фильм) | 6 juin 1975                                                          | Nana Bidzinovna Mtchedlidze (ru) |
| Premier été | ru:Первое лето (фильм, 1974) | 6 avril 1975 à la télévision à Moscou                                | Ada Neretnietse |
| Premier raid, dernier raid | ru:Рейс первый, рейс последний | 3 février 1975                                                       | Samvel Gasparov |
| La Prime | ru:Премия (фильм, 1974) | 22 septembre 1975                                                    | Sergueï Mikaelian |
| Prisonnier du Caucase | ru:Кавказский пленник (фильм, 1975) | 1er décembre 1975 à la télévision                                    | Gueorgui Kalatozichvili |
| Quand l'homme a souri | ru:Когда человек улыбнулся | 17 mars 1975                                                         | Boris Ivtchenko |
| Quand une femme monte à cheval | ru:Когда женщина оседлает коня | 15 septembre 1975 à Moscou                                           | Khodjakouli Narliev |
| Quel sourire tu as | ru:Какая у вас улыбка (фильм, 1974) | 20 janvier 1975                                                      | Oleg Pavlovitch Nikolaïevski (ru) |
| Qu'est-ce que tu veux ? | ru:Какого рожна хочется? | 1975                                                                 | David Tcherkasski |
| Qu'il reste avec nous | ru:Пусть он останется с нами | 6 janvier 1975                                                       | Irma Raouch |
| Raisins mûrs | ru:Спелые гроздья (фильм, 1974) | 4 aout 1975 à Moscou                                                 | Otar Davidovitch Abessadze (ru) |
| Ralf, bonjour ! film avec trois sketchs : Ralph, bonjour !, Le manœuvrier et Ebrécher | ru:Ральф, здравствуй! (киноальманах) (фильм,1975) (Ральф, здравствуй!, Боцман и Чип) | 1975                                                                 | réalisés respectivement par Mikhaïl Aleksandrovitch Belikov (ru), Valeri Nikititch Sivak et Viatcheslav Siguizmoundovitch Krichtofovitch (ru) |
| Regardez autour de vous, vous trouverez des amis | ru:Оглянись, найдёшь друзей (фильм, 1975) | 1975                                                                 | Rafael Setrakovitch Gaspariants (ru) |
| Le Renard et l'ours | ru:Лиса и медведь (мультфильм) | 1975 à la télévision                                                 | Natalia Evguenevna Golovanova (ru) |
| Le Retour | ru:Возвращение (телеспектакль, 1975) | 14 septembre 1975 à la télévision                                    | Pavel Romanovitch Reznikov |
| Le Retour de Rex | ru:Верните Рекса | 1975                                                                 | Vladimir Izraïlevitch Pekar (ru) et Vladimir Popov |
| La Revanche de Leopold le chat | ru:Месть кота Леопольда | 1975                                                                 | Anatoli Izraïlevitch Reznikov (ru) |
| La Révélation du grand et du terrible (cf. Le Magicien de la Cité d'Émeraude) | ru:Разоблачение Великого и Ужасного | entre le 2 et le 11 janvier 1975                                     | Aleksandr Akimovitch Bogolioubov (ru) |
| Rêver et vivre | ru:Мечтать и жить | 16 juin 1975                                                         | Iouri Illienko |
| Rêves colorés | ru:Цветные сны (фильм, 1974) | 21 avril 1975 à Tallinn                                              | Virve Aleksandrovna Arouoïa (ru) et Iaan Osvaldovitch Tooming |
| Rosée | ru:Роса (фильм, 1975) | 1er mai 1975 à la télévision                                         | Anatoli Dmitrievitch Nitotchkine (ru) |
| La Route | ru:Дорога (фильм, 1975) | 1975                                                                 | Leonid Sergueïevitch Popov (ru) |
| La Route blanche | ru:Белая дорога | 21 avril 1975 à Moscou                                               | Garnik Archvirovitch Arazian |
| La Route de briques jaunes (cf. Le Magicien de la Cité d'Émeraude) | ru:Дорога из жёлтого кирпича | entre le 2 et le 11 janvier 1975                                     | Leonid Varsanofievitch Aristov (ru) |
| La Route de Kara-Kiïik | ru:Дорога в Кара-Кийик (фильм, 1975) | 1975                                                                 | Oussenjan Mominovitch Ibraguimov |
| Le Royaume de Bastinda (cf. Le Magicien de la Cité d'Émeraude) | ru:Королевство Бастинды | entre le 2 et le 11 janvier 1975                                     | Aleksandr Akimovitch Bogolioubov (ru) |
| Sadko est riche | ru:Садко богатый | 9 février 1975                                                       | Vadim Kourtchevski |
| Salut | ru:Салют (мультфильм) | 1975 à la télévision                                                 | Irina Borissovna Gourvitch (ru) |
| Samedi soir | ru:Субботний вечер (фильм) | 1er juin 1975                                                        | Ramaz Charabidze (ru) |
| Sans droit à l'erreur | ru:Без права на ошибку (фильм, 1975) | 6 octobre 1975                                                       | Aleksandr Faïntsimmer |
| Le Secret de l'abri des partisans | ru:Тайна партизанской землянки | 25 aout 1975                                                         | Valentyne Andriyovytch Fechtchenko (uk) et Iouri Petrovitch Toupitski |
| Le Secret de la sorcière Guinguema (cf. Le Magicien de la Cité d'Émeraude) | ru:Тайна колдуньи Гингемы | entre le 2 et le 11 janvier 1975                                     | Iouri Serafimovitch Klepatski (ru) |
| Les Secrets du Maqâm | ru:Тайны мукама | 1er juin 1975 à Moscou                                               | Alty Karliev (ru) |
| Sergueïev recherche Sergueïev | ru:Сергеев ищет Сергеева (фильм, 1974) | 1975 à la télévision                                                 | Guennadi Kronidovitch Ivanov (ru) |
| La Seule Route | ru:Единственная дорога | 10 janvier 1975 à Belgrade                                           | Vladimir Pavlovitch |
| Le Sergent de police | ru:Сержант милиции (фильм) | 13 aout 1975 à la télévision                                         | Herbert Rappaport |
| Les Signes du zodiaque | ru:Знаки зодиака (фильм) | 1975                                                                 | Viktor Afanassievitch Petrov (ru) |
| Si nous sommes ensemble | ru:Если мы вместе | 28 février 1975                                                      | Vladimir Grigorievitch Semakov |
| Soldats-Jardiniers (cf. Le Magicien de la Cité d'Émeraude) | ru:Солдаты-садоводы | entre le 2 et le 11 janvier 1975                                     | Kirill Gueorguievitch Maliantovitch (ru) |
| Sols difficiles | ru:Трудные этажи | 1975 à la télévision                                                 | Vitaliy Serhiyovytch Kondratov (uk) et Iouliy Viatcheslavovytch Sloupskyï (uk) |
| Le Soldat de la patrie | ru:Родины солдат | 8 décembre 1975                                                      | Iouri Tchoulioukine |
| Le Son d'une flûte | ru:Звук свирели | 1er décembre 1975                                                    | Rasim Ojagov |
| Souffle, petite brise ! | ru:Вей, ветерок! (фильм) | 21 juillet 1975 à Moscou                                             | Gunārs Piesis |
| Sourire sur la pierre | ru:Улыбка на камне (фильм, 1974) | 1er décembre 1975 à Moscou                                           | Oussenjan Mominovitch Ibraguimov |
| Stationnement – trois heures | ru:Стоянка — три часа | 10 novembre 1975                                                     | Aleksandr Mikhaïlovitch Svetlov (ru) |
| Suivre mon cours | ru:Следую своим курсом | 9 juin 1975                                                          | Vadim Grigorievitch Lyssenko (ru) |
| Sur le chemin de la forêt | ru:На лесной тропе | 1975                                                                 | Viatcheslav Kotionotchkine |
| Le Tamis d'or | ru:Золотое сито | 1975                                                                 | Roze Stiebra |
| Tchiriki et Tchikotela | ru:Чирики и Чикотела | 1er mars 1975                                                        | Levan Iossifovitch Khotivari (ru) et Ramaz Khotivari (ru) |
| Timka et Dimka | ru:Тимка и Димка | 1975                                                                 | Marta Aleksandrovna Loubianikova |
| Toutes les preuves sont contre lui | ru:Все улики против него | 12 mai 1975                                                          | Vassile Kirillovitch Breskanou (ru) |
| Tout recommence film à sketchs avec Les Dernières vacances et Surprise | ru:Всё сначала!.. (киноальманах,1975) (Последние каникулы и Сюрприз) | 1975                                                                 | réalisés respectivement par Batrbek-Bable Tepsarikoïevitch Dzboïev et Izmaïl Byrnatsty (os) |
| Trois Jours à Moscou | ru:Три дня в Москве | 2 janvier 1975 à la télévision                                       | Alekseï Aleksandrovitch Korenev (ru) |
| Un ami inhabituel | ru:Необычный друг (мультфильм) | 1975                                                                 | Stella Leonovna Aristakessova (ru) |
| Un cadeau à une femme seule | ru:Подарок одинокой женщине | 10 mars 1975                                                         | Ēriks Lācis (lv) |
| Un chapeau de paille | ru:Соломенная шляпка (фильм, 1974) | 4 janvier 1975 à la télévision en URSS                               | Leonid Kvinikhidze |
| Un cheval, un fusil et le vent libre | ru:Конь, ружьё и вольный ветер | 1975                                                                 | Vlad Ioviță |
| Un homme et son oiseau | ru:Человек и его птица | 6 mai 1975                                                           | Anatoli Ivanovitch Soline (ru) |
| Une histoire sur une chose simple | ru:Рассказ о простой вещи | 26 septembre 1975 à la télévision                                    | Leonid Issaakovitch Menaker (ru) |
| Une pomme comme une pomme | ru:Яблоко как яблоко | 29 décembre 1975                                                     | Arif Gadji ogly Babaïev (ru) |
| Une vie si courte et si longue | ru:Такая короткая долгая жизнь | 27 mai 1975 à la télévision                                          | Konstantine Pavlovitch Khoudiakov (ru) |
| Valse sur Mtatsminda | ru:Вальс на Мтацминде | 11 juin 1975                                                         | Baadour Sokratovitch Tsouladze (ru) |
| Vassilissa Mikoulichna | ru:Василиса Микулишна (мультфильм) | 1975                                                                 | Roman Davydov |
| Le Vengeur de Guiandjabassar | ru:Мститель из Гянджабасара | 9 mars 1975 à Moscou                                                 | Rasim Ojagov et Taliat Aliaga ogly Rakhmanov (ru) |
| Le Vent du Nouvel An | ru:Новогодний ветер (мультфильм) | 1975                                                                 | Viatcheslav Mikhaïlovitch Chilobreïev (ru) et Mikhaïl Abramovitch Kamenetski (ru) |
| Le vent souffle à Bakou | ru:В Баку дуют ветры | 27 octobre 1975 à Moscou                                             | Mukhtar Dadachov |
| Les Villageois | ru:Односельчане (фильм, 1974) | 17 janvier 1975 à la télévision à Moscou                             | Rouben Khatchatourovitch Mouradian |
| Le Violon rouge | ru:Красная скрипка (фильм, 1974) | 20 janvier 1975 en Estonie                                           | Kalio Karlovitch Kiïsk (ru) |
| Les Voiles de Valka | ru:Валькины паруса (фильм, 1974) | 5 janvier 1975 à la télévision                                       | Nikolaï Fedorovitch Joukov |
| Vos droits | ru:Ваши права? | 14 février 1975 à la télévision                                      | Inessa Sergueïevna Selezniova (ru) |
| Vous trouverez dans la bataille | ru:Обретёшь в бою | 1er mai 1975 à la télévision                                         | Mark Evseïevitch Orlov (ru) |
| Le Voyage de Mme Chelton | ru:Путешествие миссис Шелтон (фильм, 1975) | 1975                                                                 | Radomir Borissovitch Vassilevski (ru) |

## Remarque
- Tonnerre des steppes  traduit aussi par Grive des steppes, Oural en feu, Les Cris des steppes (en russe : Степные раскаты) [240] produit en 1975 et réalisé par Majit Sapargalievitch Begaline (ru) ne sort qu'en 2002 à la télévision.